# オテル・デュ・オーベルジェ
オテル・デュ・オーベルジェ（フランス語: Hôtel du Haubergier）は、フランスオワーズ県サンリスの中世の城壁内にある個人宅である。
12世紀に建てられた地下室に16世紀初頭に建てられ、1927年から1982年まで考古学博物館として使用された後、1983年からは再び個人の住居となった。サント・ジュヌヴィエーヴ通りとオーベルジェ通りの角に位置する。

## 歴史的Hôtel_du_Haubergier
オテル・デュ・オーベルジェの名は、オーベルジェ通りに由来している。正面玄関はサント・ジュヌヴィエーヴ通りに面しているが、入口は中庭の奥にあり、オーベルジェ通りからも入ることができる。しかし、マルク・デュランとフィリップ・ボネ・ラボルデリーが主張しているように、「オテル・デュ・オーベルジェ」という名称は19世紀より前に使用されていなかった。実際に、1879年のウジェーヌ・ミュラーはこの名前を使っていなかった。一方、この通りには、vicum Haubergière (1238), vico Haubergier (1285), rue Haubergière (1393) という現在の名称が残っているようである。ただし、rue Haubergière (1676), rue du Haubergière などの変種もある。ハウベルギアの語源は、ハウベルト（鎖帷子）を作る職人のことであることは間違いない。この仮説は不確かなままであり、ハウベルギアが通りに住んでいたと考える根拠はない。
建物の歴史はほとんど知られていないが、マルク・デュランとフィリップ・ボネ・ラボデリーによると、オテルは常に市民の住居として機能しており、市内の他の多くの邸宅と同様に、宗教施設に属したことは一度もない。最初に知られている所有者は、センリス市長のレグノー・ド・ボンヴィリエである。 1522年の勅令には、サンテニャン教区の教会員の家について、シャンティリーの領主が所有し、以前はガルランドの領地の一部であった、と言及されている。ド・ガルランド家は、ゴネスやリヴリー・ガルガンを含むイル・ド・フランスにいくつかの領地を所有し、サンリスにもかなりの所有物を持っていました。彼女は、長い間Hôtel-Dieu de Garlandeと呼ばれていたHôtel-Dieu de Senlisを設立しました。いずれにせよ、憲章の条件では、問題の家の正確な場所を許可していない。
考古学委員会の博物館は、1920年にサンリスの歴史と考古学協会に改名されたが、 1926年に知事が去った後、旧司教区を去らなければならなかった。裁判所は、 1914年に元慈善病院の建物が火事になった後、緊急に設置され、 1917 年に博物館を追放しようとしても無駄に終わった地方裁判所に決定的に道を譲らなければなりません。これは、博物館の持続可能性を確保するために多大な財政的努力をしなければならない協会にとって後押しとなります。同年 7 月、会社はオテル デュ ホーベルジェの 18 年間、年間 5,000 フランの価格でのリース契約に署名した。移動と設置には 1 年もかからず終わった。新しい地方博物館の厳粛な落成式が行われます16 juin 1927公共教育大臣やルーヴル美術館の学芸員の一人であるポール・ヴィトリーなど、多くの著名人が出席しました。博物館は次のように構成されている：
- 中庭のラピダリウム (石と彫刻のコレクション)
- アーチ型天井の地下室に残る建築物
- 1階の図書室
- 1に最も貴重なオブジェクトを持つ11のショーケース（陶器、鉄工品、陶器、シール、ヴァトーの絵）、壁に掛けられた彫刻、絵画、彫刻
- 2e étage階の考古学専用の3つの部屋2には、それぞれハラッテの森にあるサンリス・アレーンとガロ・ローマ神殿に捧げられた2つの部屋が含まれている[3]。

1940年にドイツの占領が始まると、博物館への出席者は大幅に減少し、歴史考古学協会はそれまで競技場や博物館への入場料から得ていた収入を当てにすることができなくなった。同時に当時施行されていた法律によって規定された家賃の％の削減、および両当事者間の関係は、終わりのない法的手続きにつながるまで悪化した。その後、建物の南にある階段塔が 1940 年にドイツ軍の砲弾によって損傷を受け、所有者は再建の責任を負うことを拒否した。屋根裏部屋にはアクセスできなくなり、博物館は間もなく閉館に追い込まれた 。
戦後、歴史と考古学協会はオテル ド ロベルジェ博物館を早急に再開したいと考えていたが、所有者との論争は1947年まで終わらず、その手段はひどく限られていた。当初、自治体は1949年から家賃を引き継ぐことに同意しましたが、博物館はまだ閉鎖されたままだった。彼女は1951年にホテルを購入し、第 2段階として、協会は1952 年に図書館を除くすべてのコレクションを市に寄贈し、代わりに市のための施設と月例会議のための部屋を提供するだけで済んだ。市が古いホテルを元の外観に復元し始めたのはその時だけであり、博物館は今後4年間閉鎖されたままになった。プレゼンテーションは、現代の博物館学の技法に従って再構成されている。 1955年に部分的に再開された後 (地下室と1階)、自治体には2つの博物館がある。La Charité のMusée de la Vénerieと Hôtel du Haubergierの美術館と考古学博物館の2つ。1階は1961年にオープンし、2階は1973年にオープンした。
最後の修復作業は 1986 年に、ホーベルジェ通り側の西切妻ファサードで始まった。 1987 年、この建物は、歴史的建造物のチーフ アーキテクトであり美術アカデミーのイヴ ボワレ氏の指揮の下、歴史的建造物として決定的に分類された。その後、1994 年にサント ジュヌヴィエーヴ通りの北側ファサード、1995 年に庭側の南側ファサードの工事が始まった。
舗装された中庭とテラスの開発を伴う庭園の修復は、2000 年にオリヴィエ・ダミーランドスケープ アーキテクト氏によって行われた。

## 説明
Hôtel du Haubergier は、サンリスのダウンタウンにあるほとんどの家と同様に、古いアーチ型天井の地下室の上に建てられた。これらの地下室には通常 2 つのレベルがあります。 Hôtel du Haubergier の 1 階は、横アーチで区切られたいくつかの湾からなる半円形の丸天井で覆われている。第 2 レベルは、はるかに深く、第 1 地下室の 5 メートル下の固い岩から掘り出されており、抽出用地下室と呼ばれている。上の地下室から始まる狭いまっすぐな階段でそこに降りることができる。だが実際には、家を建てるためにいくつかの石が抽出された小さな国内の地下採石場だった。オテル デュ ホーベルジェでは、この小さな採石場が建物のフットプリントをわずかに超えて、中庭の下だけでなく、サント ジュヌヴィエーヴ通りとホーベルジェ通りの下にも広がっている。
この家は、1 階を含む 3 階建てで、いくつかの天窓で照らされた改造された屋根裏部屋もある。きちんとした石とレンガ造りの立派なブルジョアの邸宅で、西側の切妻壁のコーナーチェーンと中央チェーンはフリーストーンで、1 階と 2 階の窓を縁取る石はプリズムモールディングで装飾されている。 2階は1階より窓が小さく、中庭側の 1 階と 1 階の最大の窓には、石のマリオンがある。一方、1 階のサント ジュヌヴィエーヴ通り側には素朴な外観があり、部分的に木製のまぐさがあり、彫刻が施された装飾は全くない。サント ジュヌヴィエーヴ通りとホーベルジェ通りの壁は、1 階が瓦礫でできており、その上はレンガでできています。裏庭の壁はすべて切り石でできている。
ファサードの中央に取り付けられた八角形の階段櫓があり、その中にらせん階段があります。この塔は、戦災を受けて1952年、または55年に復元され、部分的に再建された。そこにはかごの取っ手があり、1996 年に復元されたつるの枝 (葉と房のあるつるの枝) で飾られたアーチが上にあります。
上にある聖母子の石像は、家を守ることを意図しているようだ。ベースには、オニョン・デ・ラ・フォンテーヌの領主の紋章が付いている。この像はフランス革命の際に斬首されましたが、1997 年 6 月以降、ジュヌヴィエーヴ ブルデ夫人によって作られたオリジナルのキャストからの復元を鑑賞することができまる。
家の北西の角には、別の聖母像が飾られています。はるかに小さく、柱頭のある溝付きの柱に取り付けられており、非常に損傷しており、2002 年に復元されたキャノピーによって保護されている。床の間の境界を強調するドリップ モールディングのコーナーにある小さなキメラと、ガターの高さにあるガーゴイルは、依然としてゴシック時代の建築を参考にしている。 1998年に復元された、家と隣の家の中庭を隔てる壁との間の角にある中庭の古い井戸について言及することは残っています。井戸の上の閉鎖されたアーケードは、サンリス  で今でもよく見られるように、かつては隣接する 2 つの家に共通していたことが分かる。

## 保護
オテル・デュ・オーベルジェ は、政府の命令により、それ自体が歴史的建造物として登録されている。1933年、サンリスの歴史と考古学協会の博物館を収容していました。次に、碑文は、ファサードと屋根の歴史的建造物分類に変換されました。1987年、建物が再び私邸になった 。